# 141A busz (Budapest)
A budapesti 141A jelzésű autóbusz a Kelenföldi pályaudvar és Budafok-Albertfalva vasútállomás (Mustár utca) között közlekedett. A vonalat a Budapesti Közlekedési Zrt. alvállalkozójaként a VT-Transman üzemeltette.

## Története
2008. augusztus 21-én a 141-es busz útvonalát meghosszabbították a Balatoni útig (Háros utca), korábbi útvonalán 141A jelzésű betétjáratot indítottak.
A vonalon közlekedő járművekre 2009. június 1-jétől csak az első ajtón lehetett felszállni, ahol a járművezető ellenőrizte az utazási jogosultságot.
2009. augusztus 21-én a 141A busz megszűnt, helyette a 141-es buszok jártak.

## Útvonala
| Budafok-Albertfalva vasútállomás (Mustár utca) felé | Kelenföldi pályaudvar felé |
| --- | --- |
| Kelenföldi pályaudvar vá. – Borszéki utca – Thán Károly utca – Andor utca – Borszéki utca – Hajtány sor – Csákvár utca – Bazsalikom utca – Kecskeméti József utca – Duránci utca – Hunyadi Mátyás út – Budafok-Albertfalva vasútállomás (Mustár utca) vá. | Budafok-Albertfalva vasútállomás (Mustár utca) vá. – Hunyadi Mátyás út – Duránci utca – Gépész utca – Bazsalikom utca – Csákvár utca – Hajtány sor – Borszéki utca – Kelenföldi pályaudvar M vá. |

## Megállóhelyei
Az átszállási kapcsolatok között az azonos útvonalon közlekedő 141-es busz nincsen feltüntetve.
| 0  | Kelenföldi pályaudvar végállomás                          | 10 | 19, 49 7E, 103, 173E 710, 711, 712, 713, 717, 720, 721, 722, 723, 731, 734, 735, 736, 737, 761, 762, 763, 764, 765, 767, 778 Budapest-Kelenföld |
| 1  | KTI                                                       | 8  | |
| 2  | Andor utca                                                | ∫  | |
| 3  | Borszéki utca                                             | 7  | |
| 4  | Csákvár utca (↓) Hajtány sor (↑)                          | 6  | |
| 5  | Bazsalikom utca (↓) Gépész utca (↑)                       | 5  | 150, 250 |
| 6  | Torma utca                                                | ∫  | 150, 250 |
| 7  | Kecskeméti József utca                                    | ∫  | 150, 250 |
| 8  | Hunyadi Mátyás út (↓) Duránci utca (↑)                    | 4  | 150, 250 |
| 9  | Narancs utca                                              | 2  | |
| 10 | Állvány utca                                              | 1  | |
| 11 | Budafok-Albertfalva vasútállomás (Mustár utca) végállomás | 0  | 18, 41, 47 7 Budafok-Albertfalva |